# Troisième district congressionnel de Floride
Le 3e district congressionnel de Floride est un district de l'État américain de Floride. Il comprend actuellement une grande partie du nord de la Floride, y compris les comtés d'Alachua, Clay, Putnam, Bradford et Union, ainsi que la majorité du comté de Marion. Les villes de Gainesville et Palatka sont dans le district ainsi qu'une partie d'Ocala (sa banlieue nord). Certaines banlieues de Jacksonville telles que Middleburg, Green Cove Springs et Orange Park se trouvent également dans le district.
Le redécoupage en Floride, effectif pour les élections fédérales de 2012, a radicalement modifié la nature du 3e district. De 1993 à 2012, le district appelé le 3e district comprenait un territoire entièrement différent, à peu près similaire au 5e district à partir de 2013. De même, le territoire actuel du nouveau 3e district, à partir des élections de 2012, est composé de parties de l'ancien 2e, 4e, 5e et 6e districts, bien qu'il soit géographiquement similaire au 6e district d'avant 2013. L'ancien 3e district était (et l'actuel 5e district est) un territoire intentionnellement charcuté conçu pour unir des régions disparates du nord-est de la Floride avec d'importantes populations afro-américaines dans un district à majorité noire, et était extrêmement démocrate dans les schémas de vote.
Le nouveau 3e district a une population majoritairement blanche, en grande partie dans les zones rurales et les petites villes. Les seules villes de toute taille dans le district sont Gainesville et Ocala. Le district est représenté par la Républicaine Kat Cammack depuis 2021. Alors que la Floride a eu au moins trois districts congressionnels depuis le recensement américain de 1900, le 3e district congressionnel de 1993 à 2012 date d'une nouvelle répartition effectuée par la législature de Floride après le recensement américain de 1990. Parce que la Floride a une grande population d'Afro-Américains, mais pas une concentration assez importante partout dans l'État pour configurer facilement un district congressionnel avec une majorité, il y a eu plusieurs tentatives pour créer quelques districts qui étaient certains d'élire un candidat afro-américain. Cela a créé une étrange coalition de démocrates et de républicains noirs qui ont soutenu ces districts (car cela a non seulement créé des districts à majorité noire, mais également rendu des districts républicains « plus sûrs » ailleurs). Cet effort a été opposé par de nombreux démocrates blancs, mais finalement cette idée a remporté le soutien de la législature de l'État et ce district a été créé en conséquence. 
Le 3e district congressionnel de 1993 à 2012 était géographiquement diversifié. Partant de la partie sud du district, il comprenait la région de Pine Hills de la région métropolitaine d'Orlando-Kissimmee avec de petites poches de quartiers afro-américains dans les villes de Sanford, Gainesville, Palatka et enfin les plus grandes communautés afro-américaines de Jacksonville. Ces zones étaient reliées par des régions peu peuplées, soit de vastes zones rurales, soit des bandes étroites de quelques kilomètres de large seulement. Barack Obama a obtenu 73 % des voix dans ce district lors de l'élection présidentielle de 2008. L'ancien 3e district était représenté de 1993 à 2012 par Corrine Brown, qui a été élue dans le nouveau 5e district similaire lors des élections de novembre 2012.

## Géographie
| #   | Comté     | Siège       | Population |
| --- | --------- | ----------- | ---------- |
| 1   | Alachua   | Gainesville | 285 994    |
| 3   | Baker     | Macclenny   | 28 368     |
| 7   | Bradford  | Starke      | 27 858     |
| 23  | Columbia  | Lake City   | 73 063     |
| 29  | Dixie     | Cross City  | 17 465     |
| 41  | Gilchrist | Treton      | 19 587     |
| 47  | Hamilton  | Jasper      | 13 471     |
| 67  | Lafayette | Mayo        | 8 078      |
| 75  | Levy      | Bronson     | 46 545     |
| 83  | Marion    | Ocala       | 409 959    |
| 121 | Suwanee   | Live Oak    | 46 130     |
| 125 | Union     | Lake Butler | 15 532     |

### Villes de 10 000 personnes ou plus
- Gainesville – 141 085
- Ocala – 63 591
- Liberty Triangle – 23 759
- Marion Oaks – 19 034
- On Top of the World – 12 668
- Lake City – 12 329
- Alachua – 10 574

### Villes de 2500 à 10 000 personnes
- Newberry – 7 342
- Macclenny – 7 304
- Live Oak – 6 735
- High Springs – 6 215
- Starke – 5 796
- Rainbow Springs – 5 091
- Jasper – 3 621
- Rainbow Lakes Estates – 3 438
- Watertown – 3 018
- Ocala Estates – 2 991
- Williston – 2 976
- Williston Highlands – 2 591

## Historique de vote
| Année | Poste     | Résultats                  |
| ----- | --------- | -------------------------- |
| 1992  | Président | B. Clinton 52,0 % – 34,0%  |
| 1996  | Président | B. Clinton 61,0 % – 33,0 % |
| 2000  | Président | Gore 60,0 % – 38,0 %       |
| 2004  | Président | Kerry 65,0 % – 35,0 %      |
| 2008  | Président | Obama 73,0 % – 26,0 %      |
| 2012  | Président | Romney 56,6 % – 41,9 %     |
| 2016  | Président | Trump 56,2 % – 40,2 %      |
| 2020  | Président | Trump 56,0 % – 42,8 %      |

### Registre des affiliations politiques
| Affiliation politique au 20 février 2024 | Affiliation politique au 20 février 2024 | Affiliation politique au 20 février 2024 | Affiliation politique au 20 février 2024 |
| Parti                                    | Parti                                    | Votants                                  | Pourcentage                              |
| ---------------------------------------- | ---------------------------------------- | ---------------------------------------- | ---------------------------------------- |
|                                          | Républicain                              | 214 307                                  | 45,78 %                                  |
|                                          | Démocrate                                | 178 562                                  | 32,97%                                   |
|                                          | Non Affiliés                             | 88 703                                   | 18,95 %                                  |

## Liste des Représentants du district
| Membre                         | Parti       | Années                           | Congrès     | Histoire électorale |
| ------------------------------ | ----------- | -------------------------------- | ----------- | --- |
| District établi le 4 mars 1903 |             |                                  |             | |
| William B. Lamar (en)          | Démocrate   | 4 mars 1903 - 3 mars 1909        | 58e - 60e   | Élu en 1902. Réélu en 1904. Réélu en 1906. Retrait pour se présenter comme Sénateur des États-Unis. |
| Dannite H. Mays (en)           | Démocrate   | 4 mars 1909 - 3 mars 1913        | 61e , 62e   | Élu en 1908. Réélu en 1910. Perds sa renomination. |
| Emmett Wilson (en)             | Démocrate   | 4 mars 1913 - 3 mars 1917        | 63e , 64e   | Élu en 1912. Réélu en 1914. Perds sa renomination. |
| Walter Kehoe (en)              | Démocrate   | 4 mars 1917 - 3 mars 1919        | 65e         | Élu en 1916. Perds sa renomination. |
| John H. Smithwick (en)         | Démocrate   | 4 mars 1919 - 3 mars 1927        | 66e - 69e   | Élu en 1918. Réélu en 1920. Réélu en 1922. Réélu en 1924. Perds sa renomination. |
| Tom Yon (en)                   | Démocrate   | 4 mars 1927 - 3 mars 1933        | 70e - 72e   | Élu en 1926. Réélu en 1928. Réélu en 1930. Perds sa renomination. |
| Millard Caldwell (en)          | Démocrate   | 4 mars 1933 - 3 janvier 1941     | 73e - 76e   | Élu en 1932. Réélu en 1934. Réélu en 1936. Réélu en 1938. Retrait pour se présenter comme Sénateur des États-Unis. |
| Bob Sikes (en)                 | Démocrate   | 3 janvier 1941 - 19 octobre 1944 | 77e , 78e   | Élu en 1940. Réélu en 1942. Démissionne pour entrer à l'US Army. |
| Vacant                         | Vacant      | 19 octobre 1944 - 3 janvier 1945 | 78e         | |
| Bob Sikes (en)                 | Démocrate   | 3 janvier 1945 - 3 janvier 1963  | 79e - 87e   | Réélu en 1944 lorsque le Président a ordonné à tous les législateurs en service actif de retourner à Washington. Réélu en 1946. Réélu en 1948. Réélu en 1950. Réélu en 1952. Réélu en 1954. Réélu en 1956. Réélu en 1958. Réélu en 1960. Redécoupage vers le 1er district           |
| Claude Pepper (en)             | Démocrate   | 3 janvier 1963 - 3 janvier 1967  | 88e , 89e   | Élu en 1962. Réélu en 1964. Redécoupage vers le 11e district. |
| Charles E. Bennett (en)        | Démocrate   | 3 janvier 1967 - 3 janvier 1993  | 90e - 102e  | Redécoupage depuis le 2e district et réélu en 1966. Réélu en 1968. Réélu en 1970. Réélu en 1972. Réélu en 1974. Réélu en 1976. Réélu en 1978. Réélu en 1980. Réélu en 1982. Réélu en 1984. Réélu en 1986. Réélu en 1988. Réélu en 1990. Redécoupage vers le 4e district et retrait. |
| Corrine Brown                  | Démocrate   | 3 janvier 1993 - 3 janvier 2013  | 103e - 112e | Élue en 1992. Réélue en 1994. Réélue en 1996. Réélue en 1998. Réélue en 2000. Réélue en 2002. Réélue en 2004. Réélue en 2006. Réélue en 2008. Réélue en 2010. Redécoupage vers le 5e district.                                                                                      |
| Ted Yoho                       | Républicain | 3 janvier 2013 - 3 janvier 2021  | 113e - 116e | Élu en 2012. Réélu en 2014. Réélu en 2016. Réélu en 2018. Retrait. |
| Kat Cammack                    | Républicain | 3 janvier 2021 - en cours        | 117e - 118e | Élue en 2020. Réélue en 2022 |

## Résultats des récentes élections
Voici le résultats des dix précédents cycles électoraux dans le district.

### 2004
| Élection de 2004 du 3e district congressionnel de Floride | Élection de 2004 du 3e district congressionnel de Floride | Élection de 2004 du 3e district congressionnel de Floride | Élection de 2004 du 3e district congressionnel de Floride | Élection de 2004 du 3e district congressionnel de Floride |
| --------------------------------------------------------- | --------------------------------------------------------- | --------------------------------------------------------- | --------------------------------------------------------- | --------------------------------------------------------- |
| Parti                                                     | Parti                                                     | Candidat                                                  | Votes                                                     | %                                                         |
|                                                           | Démocrate                                                 | Corrine Brown (sortante)                                  | 172 833                                                   | 99,24                                                     |
|                                                           | No Party                                                  | Autres                                                    | 1 323                                                     | 0,76                                                      |
| Total des votes                                           | Total des votes                                           | Total des votes                                           | 174 156                                                   | 100 %                                                     |
|                                                           | Les Démocrates conservent                                 |                                                           |                                                           |                                                           |

### 2006
| Élection de 2006 du 3e district congressionnel de Floride | Élection de 2006 du 3e district congressionnel de Floride | Élection de 2006 du 3e district congressionnel de Floride | Élection de 2006 du 3e district congressionnel de Floride |
| --------------------------------------------------------- | --------------------------------------------------------- | --------------------------------------------------------- | --------------------------------------------------------- |
| Parti                                                     | Parti                                                     | Candidat                                                  | %                                                         |
|                                                           | Démocrate                                                 | Corrine Brown (sortante)                                  | 100 %                                                     |
|                                                           | Les Démocrates conservent                                 |                                                           |                                                           |

### 2008
| Élection de 2008 du 3e district congressionnel de Floride | Élection de 2008 du 3e district congressionnel de Floride | Élection de 2008 du 3e district congressionnel de Floride | Élection de 2008 du 3e district congressionnel de Floride |
| --------------------------------------------------------- | --------------------------------------------------------- | --------------------------------------------------------- | --------------------------------------------------------- |
| Parti                                                     | Parti                                                     | Candidat                                                  | %                                                         |
|                                                           | Démocrate                                                 | Corrine Brown (sortante)                                  | 100 %                                                     |
|                                                           | Les Démocrates conservent                                 |                                                           |                                                           |

### 2010
| Élection de 2010 du 3e district congressionnel de Floride | Élection de 2010 du 3e district congressionnel de Floride | Élection de 2010 du 3e district congressionnel de Floride | Élection de 2010 du 3e district congressionnel de Floride | Élection de 2010 du 3e district congressionnel de Floride |
| --------------------------------------------------------- | --------------------------------------------------------- | --------------------------------------------------------- | --------------------------------------------------------- | --------------------------------------------------------- |
| Parti                                                     | Parti                                                     | Candidat                                                  | Votes                                                     | %                                                         |
|                                                           | Démocrate                                                 | Corrine Brown (sortante)                                  | 94 744                                                    | 63,04                                                     |
|                                                           | Républicain                                               | Mike Yost                                                 | 50 932                                                    | 33,89                                                     |
|                                                           | Indépendant                                               | Terry Martin-Back                                         | 4 625                                                     | 3,08                                                      |
| Total des votes                                           | Total des votes                                           | Total des votes                                           | 150 301                                                   | 100 %                                                     |
|                                                           | Les Démocrates conservent                                 |                                                           |                                                           |                                                           |

### 2012
| Élection de 2012 du 3e district congressionnel de Floride | Élection de 2012 du 3e district congressionnel de Floride | Élection de 2012 du 3e district congressionnel de Floride | Élection de 2012 du 3e district congressionnel de Floride | Élection de 2012 du 3e district congressionnel de Floride |
| --------------------------------------------------------- | --------------------------------------------------------- | --------------------------------------------------------- | --------------------------------------------------------- | --------------------------------------------------------- |
| Parti                                                     | Parti                                                     | Candidat                                                  | Votes                                                     | %                                                         |
|                                                           | Républicain                                               | Ted Yoho                                                  | 204 331                                                   | 64,7                                                      |
|                                                           | Démocrate                                                 | Jacques Rene Gaillot Jr.                                  | 102 468                                                   | 32,5                                                      |
|                                                           | Indépendant                                               | Philip Dodds                                              | 8 870                                                     | 2,8                                                       |
|                                                           | Indépendant                                               | Michael Ricks                                             | 0                                                         | 0,0                                                       |
| Total des votes                                           | Total des votes                                           | Total des votes                                           | 315 669                                                   | 100 %                                                     |
|                                                           | Les Républicains prennent aux Démocrates                  |                                                           |                                                           |                                                           |

### 2014
| Élection de 2014 du 3e district congressionnel de Floride | Élection de 2014 du 3e district congressionnel de Floride | Élection de 2014 du 3e district congressionnel de Floride | Élection de 2014 du 3e district congressionnel de Floride | Élection de 2014 du 3e district congressionnel de Floride |
| --------------------------------------------------------- | --------------------------------------------------------- | --------------------------------------------------------- | --------------------------------------------------------- | --------------------------------------------------------- |
| Parti                                                     | Parti                                                     | Candidat                                                  | Votes                                                     | %                                                         |
|                                                           | Républicain                                               | Ted Yoho (sortant)                                        | 148 691                                                   | 65,0                                                      |
|                                                           | Démocrate                                                 | Marihelen Wheeler                                         | 73 910                                                    | 32,3                                                      |
|                                                           | Indépendant                                               | Howard Lawson                                             | 6 208                                                     | 2,7                                                       |
| Total des votes                                           | Total des votes                                           | Total des votes                                           | 228 809                                                   | 100 %                                                     |
|                                                           | Les Républicains conservent                               |                                                           |                                                           |                                                           |

### 2016
| Élection de 2016 du 3e district congressionnel de Floride | Élection de 2016 du 3e district congressionnel de Floride | Élection de 2016 du 3e district congressionnel de Floride | Élection de 2016 du 3e district congressionnel de Floride | Élection de 2016 du 3e district congressionnel de Floride |
| --------------------------------------------------------- | --------------------------------------------------------- | --------------------------------------------------------- | --------------------------------------------------------- | --------------------------------------------------------- |
| Parti                                                     | Parti                                                     | Candidat                                                  | Votes                                                     | %                                                         |
|                                                           | Républicain                                               | Ted Yoho (sortant)                                        | 193 843                                                   | 56,6                                                      |
|                                                           | Démocrate                                                 | Kenneth McGurn                                            | 136 338                                                   | 39,8                                                      |
|                                                           | Indépendant                                               | Tom Wells                                                 | 12 519                                                    | 3,7                                                       |
| Total des votes                                           | Total des votes                                           | Total des votes                                           | 342 700                                                   | 100 %                                                     |
|                                                           | Les Républicains conservent                               |                                                           |                                                           |                                                           |

### 2018
| Élection de 2018 du 3e district congressionnel de Floride | Élection de 2018 du 3e district congressionnel de Floride | Élection de 2018 du 3e district congressionnel de Floride | Élection de 2018 du 3e district congressionnel de Floride | Élection de 2018 du 3e district congressionnel de Floride |
| --------------------------------------------------------- | --------------------------------------------------------- | --------------------------------------------------------- | --------------------------------------------------------- | --------------------------------------------------------- |
| Parti                                                     | Parti                                                     | Candidat                                                  | Votes                                                     | %                                                         |
|                                                           | Républicain                                               | Ted Yoho (sortant)                                        | 176 616                                                   | 57,6                                                      |
|                                                           | Démocrate                                                 | Yvonne Hayes Hinson                                       | 129 880                                                   | 42,4                                                      |
| Total des votes                                           | Total des votes                                           | Total des votes                                           | 306 496                                                   | 100 %                                                     |
|                                                           | Les Républicains conservent                               |                                                           |                                                           |                                                           |

### 2020
| Élection de 2020 du 3e district congressionnel de Floride | Élection de 2020 du 3e district congressionnel de Floride | Élection de 2020 du 3e district congressionnel de Floride | Élection de 2020 du 3e district congressionnel de Floride | Élection de 2020 du 3e district congressionnel de Floride |
| --------------------------------------------------------- | --------------------------------------------------------- | --------------------------------------------------------- | --------------------------------------------------------- | --------------------------------------------------------- |
| Parti                                                     | Parti                                                     | Candidat                                                  | Votes                                                     | %                                                         |
|                                                           | Républicain                                               | Kat Cammack                                               | 223 075                                                   | 57,14                                                     |
|                                                           | Démocrate                                                 | Adam Christensen                                          | 167 326                                                   | 42,86                                                     |
| Total des votes                                           | Total des votes                                           | Total des votes                                           | 390 401                                                   | 100 %                                                     |
|                                                           | Les Républicains conservent                               |                                                           |                                                           |                                                           |

### 2022
| Primaire républicaine de 2022 du 3e district congressionnel de Floride | Primaire républicaine de 2022 du 3e district congressionnel de Floride | Primaire républicaine de 2022 du 3e district congressionnel de Floride | Primaire républicaine de 2022 du 3e district congressionnel de Floride | Primaire républicaine de 2022 du 3e district congressionnel de Floride |
| ---------------------------------------------------------------------- | ---------------------------------------------------------------------- | ---------------------------------------------------------------------- | ---------------------------------------------------------------------- | ---------------------------------------------------------------------- |
| Parti                                                                  | Parti                                                                  | Candidat                                                               | Votes                                                                  | %                                                                      |
|                                                                        | Républicain                                                            | Kat Cammack (sortante)                                                 | 63 279                                                                 | 84,4                                                                   |
|                                                                        | Républicain                                                            | Justin Waters                                                          | 11 022                                                                 | 14,7                                                                   |

| Primaire démocrate de 2022 du 3e district congressionnel de Floride | Primaire démocrate de 2022 du 3e district congressionnel de Floride | Primaire démocrate de 2022 du 3e district congressionnel de Floride | Primaire démocrate de 2022 du 3e district congressionnel de Floride | Primaire démocrate de 2022 du 3e district congressionnel de Floride |
| ------------------------------------------------------------------- | ------------------------------------------------------------------- | ------------------------------------------------------------------- | ------------------------------------------------------------------- | ------------------------------------------------------------------- |
| Parti                                                               | Parti                                                               | Candidat                                                            | Votes                                                               | %                                                                   |
|                                                                     | Démocrate                                                           | Danielle Hawk                                                       | 37 181                                                              | 67,6                                                                |
|                                                                     | Démocrate                                                           | Tom Wells                                                           | 17 799                                                              | 32,4                                                                |

| Élection de 2022 du 3e district congressionnel de Floride | Élection de 2022 du 3e district congressionnel de Floride | Élection de 2022 du 3e district congressionnel de Floride | Élection de 2022 du 3e district congressionnel de Floride | Élection de 2022 du 3e district congressionnel de Floride |
| --------------------------------------------------------- | --------------------------------------------------------- | --------------------------------------------------------- | --------------------------------------------------------- | --------------------------------------------------------- |
| Parti                                                     | Parti                                                     | Candidat                                                  | Votes                                                     | %                                                         |
|                                                           | Républicain                                               | Kat Cammack (sortante)                                    | 178 101                                                   | 62,5                                                      |
|                                                           | Démocrate                                                 | Danielle Hawk                                             | 103 382                                                   | 36,3                                                      |
|                                                           | Indépendant                                               | Linda Brooks                                              | 3 410                                                     | 1,2                                                       |
| Total des votes                                           | Total des votes                                           | Total des votes                                           | 284 893                                                   | 100 %                                                     |
|                                                           | Les Républicains conservent                               |                                                           |                                                           |                                                           |

### 2024
La primaire démocrate a été annulée. Tom Wells avance vers l'Élection Générale.
| Primaire républicaine de 2022 du 3e district congressionnel de Floride | Primaire républicaine de 2022 du 3e district congressionnel de Floride | Primaire républicaine de 2022 du 3e district congressionnel de Floride | Primaire républicaine de 2022 du 3e district congressionnel de Floride | Primaire républicaine de 2022 du 3e district congressionnel de Floride |
| ---------------------------------------------------------------------- | ---------------------------------------------------------------------- | ---------------------------------------------------------------------- | ---------------------------------------------------------------------- | ---------------------------------------------------------------------- |
| Parti                                                                  | Parti                                                                  | Candidat                                                               | Votes                                                                  | %                                                                      |
|                                                                        | Républicain                                                            | Kat Cammack (sortante)                                                 | 69 962                                                                 | 87,1                                                                   |
|                                                                        | Républicain                                                            | Justin Waters                                                          | 10 340                                                                 | 12,9                                                                   |

| Élection de 2024 du 3e district congressionnel de Floride | Élection de 2024 du 3e district congressionnel de Floride | Élection de 2024 du 3e district congressionnel de Floride | Élection de 2024 du 3e district congressionnel de Floride | Élection de 2024 du 3e district congressionnel de Floride |
| --------------------------------------------------------- | --------------------------------------------------------- | --------------------------------------------------------- | --------------------------------------------------------- | --------------------------------------------------------- |
| Parti                                                     | Parti                                                     | Candidat                                                  | Votes                                                     | %                                                         |
|                                                           | Républicain                                               | Kat Cammack (sortante)                                    | 241 174                                                   | 61,6                                                      |
|                                                           | Démocrate                                                 | Tom Wells                                                 | 150 283                                                   | 38,4                                                      |
| Total des votes                                           | Total des votes                                           | Total des votes                                           | 391 457                                                   | 100 %                                                     |
|                                                           | Les Républicains conservent                               |                                                           |                                                           |                                                           |

## Frontières historiques du district

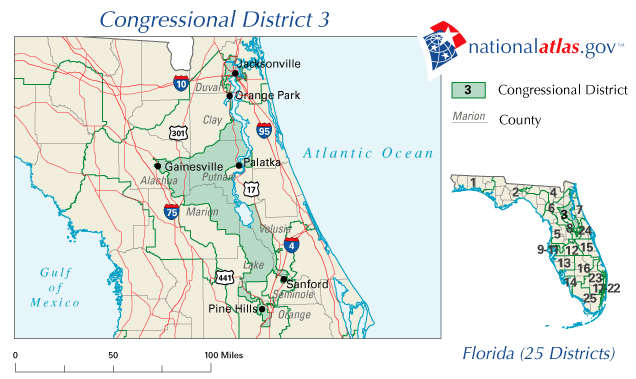
2003 - 2013

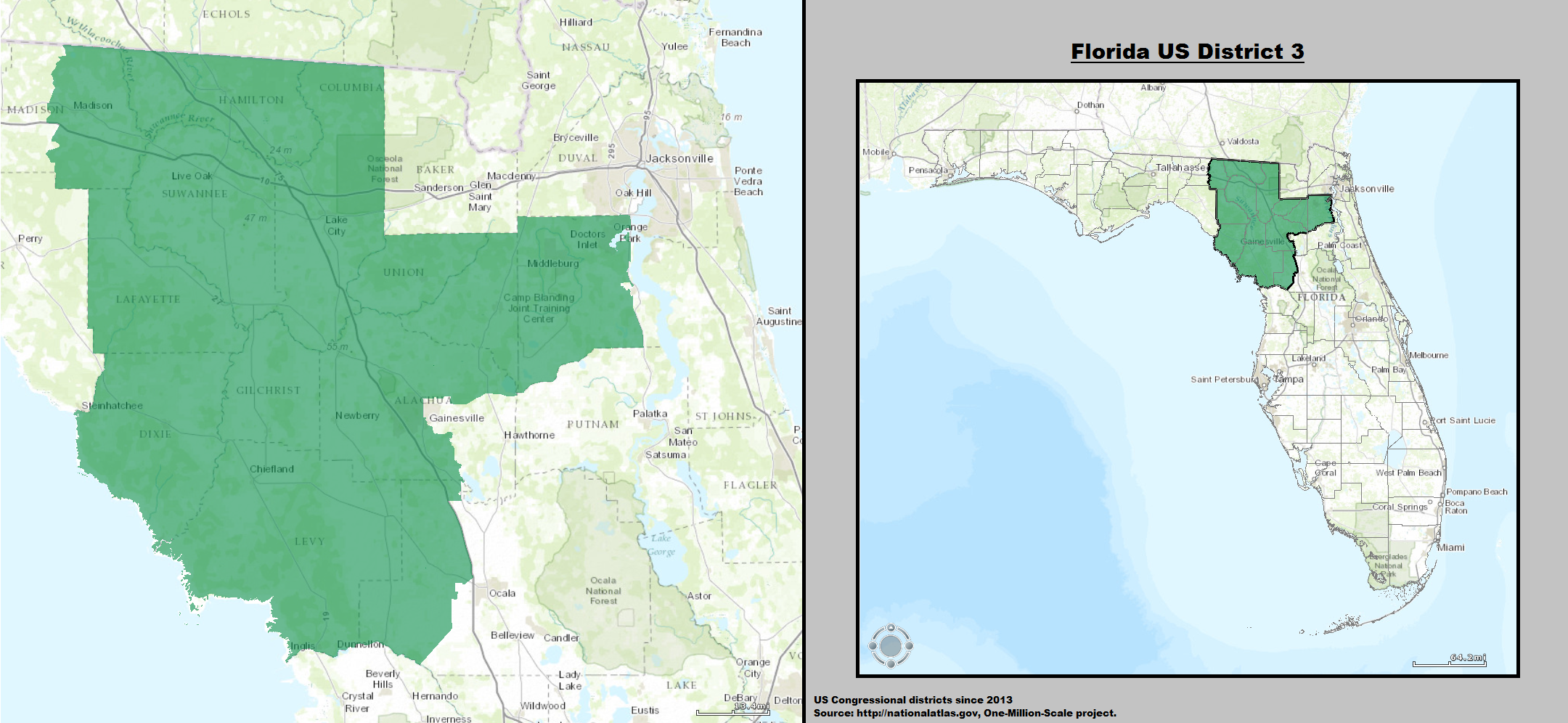
2013 - 2017

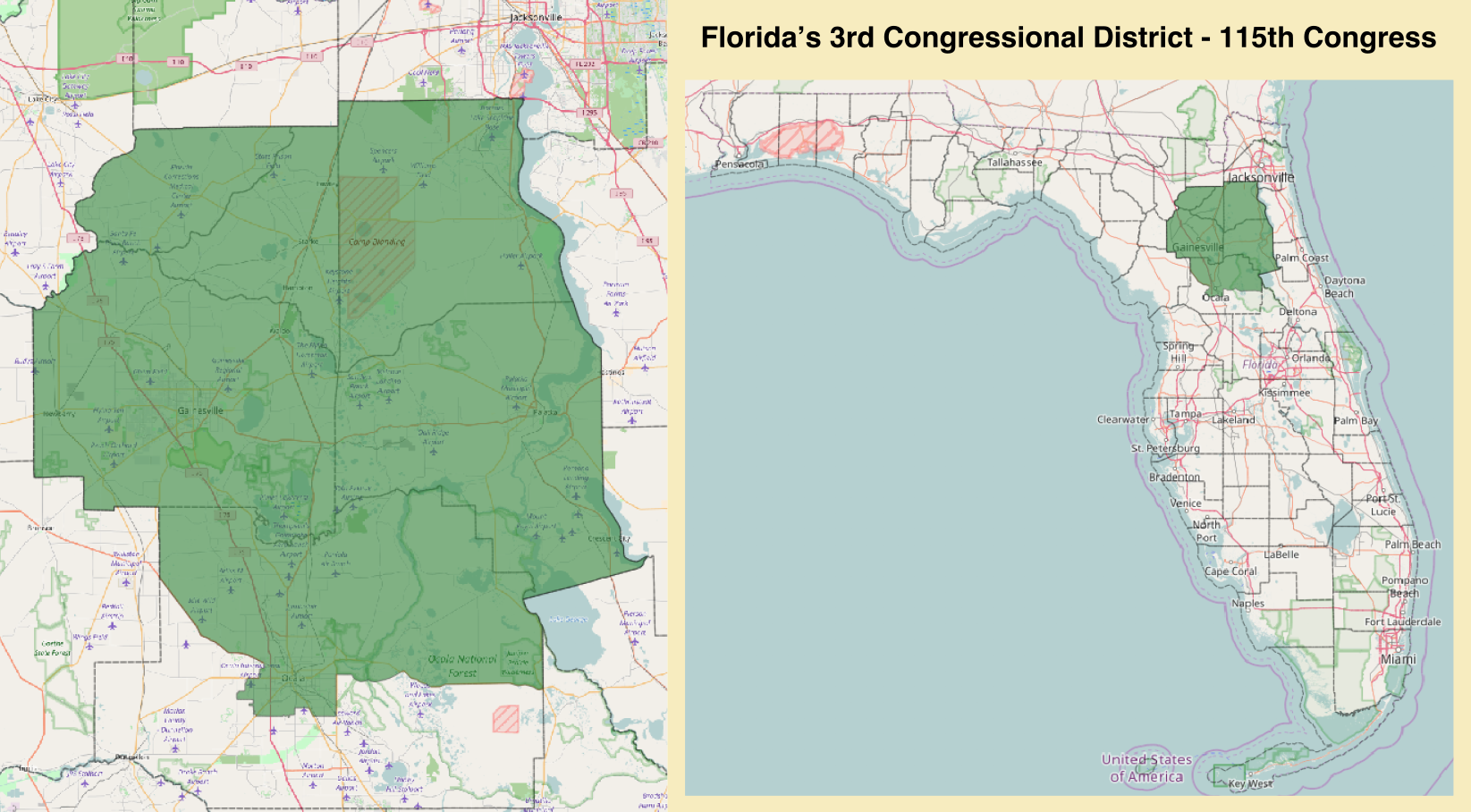
2017 - 2023

depuis 2023